# Predator Hawk
Predator Hawk es un sistema de misiles balísticos tácticos desarrollado y fabricado por Israel Military Industries (IMI) y utilizado por las Fuerzas de Defensa de Israel. Tiene un alcance máximo de 300 km con una ojiva unitaria de 140 kg y una precisión de 10 m CEP.
El misil está sellado en un contenedor de cápsula de lanzamiento (LPC), y cada LPC contiene 2 misiles. Los misiles Predator Hawk pueden lanzarse mediante un lanzacohetes múltiple Lynx en un vehículo 8x8, así como desde una variedad de otros lanzadores disponibles.